# Avalon Sunset
Avalon Sunset es el decimoctavo álbum de estudio del músico norirlandés Van Morrison, publicado por la compañía discográfica Mercury Records en 1989. El álbum ha sido descrito como «una poderosa declaración de que la musa a menudo turbulenta se había estabilizado y ahora era una fuerza sublime que fluye a través de Van Morrison».
En enero de 2008, Polydor Records reeditó Avalon Sunset con dos temas extra: una toma alternativa de «Whenever God Shines His Light» y una versión de «When the Saints Go Marching In» con letra de Morrison.

## Grabación
Avalon Sunset fue grabado en Londres y en Bath, Inglaterra, cerca de Ávalon, el mítico reino del Rey Arturo. El álbum marcó la primera aparición de Georgie Fame, que tocó el órgano Hammond y sirvió como director del grupo y como vocalista. A lo largo de la década de 1990, Morrison y Fame volvieron a colaborar en varios trabajos.
Las nuevas canciones fueron ensayadas en dos días y grabadas durante los dos siguientes días. El guitarrista Arty McGlynn señaló sobre las relaciones del grupo cuando las sesiones finalizaron: «No sabíamos si aquello era el álbum o quizás un demo para un álbum». La marcada espontaneidad en el trabajo de Morrison se hizo patente en «Daring Night», donde cambia el ritmo de la canción cerca del final del tema diciendo a Roy Jones: «1/4, 1/4». El álbum fue estrenado en un concierto privado en el club de Ronnie Scott el 24 de mayo de 1989.

## Canciones
El álbum comienza con «Whenever God Shines His Light», un dúo con Cliff Richard publicado como sencillo en el Reino Unido. En «I'd Like to Write Another Song», el cantante transmite una sensación de que el bloqueo del escritor hace que la vida no merezca la pena y hace una broma sutil diciendo que él solo puede escribir otra canción: «In poetry I'd carve it well, I'd even make it rhyme, but then doesn't by pairing it with mind».
El álbum también contiene la balada «Have I Told You Lately», que se convirtió en un éxito para Morrison al alcanzar el puesto doce en la lista estadounidense Adult Contemporary Chart, así como en un éxito para Rod Stewart en 1993. La canción fue también recopilada en el álbum de 2007 Van Morrison at the Movies - Soundtrack Hits.
La canción «Coney Island» se ubica en una zona turística de Irlanda del Norte y relata un día perfecto con un ser querido en el que habla de «arenques en conserva». La canción termina con un verso hablado: «Wouldn't it be great if it was like this all the time?» -en español: «¿No sería genial si fuera así todo el tiempo?».
La canción «I'm Tired Joey Boy» tiene un sentimiento pastoral y fue originalmente escrita como un poema, mientras que otro tema, «When Will I Ever Learn to Live in God» cuestiona las certezas de la fe. La canción «Orangefield» lleva al cantante de nuevo a sus días de infancia por primera vez con una mujer idílica que Brian Hinton comparó con Beatrice Portinari en la Divina Comedia.
Aunque Avalon Sunset ha sido descrito como uno de los trabajos más espirituales de Morrison, también contiene canciones que explora los placeres terrenales como «Coney Island» y «Daring Night». El segundo fue originalmente grabado como un tema instrumental para el álbum Beautiful Vision.

## Recepción
Avalon Sunset fue uno de los discos mejor vendidos de Morrison en el Reino Unido y pronto fue certificado como disco de oro. Allmusic lo definió como un «álbum profundamente espiritual» y señaló que, a pesar de «no es un disco constantemente sólido, es sin embargo el trabajo de un maestro artesano, con su exuberante orquestación y producción atmosférica emitiendo un hechizo irresistiblemente elegante».
Robert Christgau le otorgó una calificación de A- y comentó: «Nos guste o no, los ejercicios de género de Morrison son un poco aburridos. Después de haber vendido su alma a su musa, está esclavo de por vida, y aunque se mantiene importunando a varios dioses para perder sus cadenas, lo mejor que le pueden ofrecer es más inspiración de vez en cuando —ahora, por ejemplo».
En septiembre de 1989, la revista Time comentó que «Van Morrison, un favorito desde principios de la década de 1960, publicó otro álbum, Avalon Sunset, un fragmento lírico y reflexivo de la espiritualidad que se negaba a empujar o publicitar». La revista situó Avalon Sunset en el puesto 63 de la lista de los cien mejores álbumes de todos los tiempos elaborada.
La película de Hugh Grant Nueve meses incluye gran parte de las canciones de Avalon Sunset, e incluso una de las escenas de la película hace un homenaje a la portada del álbum, en la que aparece un cisne fotografiado sobre las aguas de un lago al atardecer.

## Lista de canciones
Todas las canciones escritas y compuestas por Van Morrison. 
| N.º | Título                                  | Duración |  |
| 1.  | «Whenever God Shines His Light»         | 4:58     |  |
| 2.  | «Contacting My Angel»                   | 4:57     |  |
| 3.  | «I'd Love to Write Another Song»        | 2:52     |  |
| 4.  | «Have I Told You Lately»                | 4:20     |  |
| 5.  | «Coney Island»                          | 2:00     |  |
| 6.  | «I'm Tired Joey Boy»                    | 2:29     |  |
| 7.  | «When Will I Ever Learn to Live in God» | 5:38     |  |
| 8.  | «Orangefield»                           | 3:50     |  |
| 9.  | «Daring Night»                          | 6:10     |  |
| 10. | «These Are the Days»                    | 5:08     |  |

| Temas extra (reedición de 2008) |                                                    |          |  |
| N.º                             | Título                                             | Duración |  |
| 11.                             | «Whenever God Shines His Light» (Toma alternativa) | 3:51     |  |
| 12.                             | «When the Saints Go Marching In»                   | 6:01     |  |

## Personal
- Van Morrison: guitarra y voz
- Cliff Richard: voz en «Whenever God Shines His Light»
- Alan Barnes: saxofón barítono
- Clive Culberson: bajo
- Neil Drinkwater: acordeón, piano y sintetizador
- Dave Early: batería y percusión
- Georgie Fame: órgano Hammond
- Cliff Hardie: trombón
- Roy Jones: batería y percusión
- Carol Kenyon: coros
- Katie Kissoon: coros
- Henry Lowther: trompeta
- Arty McGlynn: guitarra
- Stan Sultzman: saxofón alto
- Steve Pearce: bajo

## Posición en listas
| País           | Lista                    | Posición |
| -------------- | ------------------------ | -------- |
| Estados Unidos | Billboard 200            | 91       |
| Noruega        | Norwegian Albums Chart   | 11       |
| Nueva Zelanda  | New Zealand Music Charts | 18       |
| Países Bajos   | Mega Albums Top 100      | 8        |
| Reino Unido    | UK Albums Chart          | 13       |
| Suecia         | Swedish Albums Chart     | 10       |

| Sencillo                        | País           | Lista                     | Posición |
| ------------------------------- | -------------- | ------------------------- | -------- |
| «Have I Told You Lately»        | Estados Unidos | Adult Contemporary Tracks | 12       |
| «Have I Told You Lately»        | Reino Unido    | UK Singles Chart          | 74       |
| «Whenever God Shines His Light» | Reino Unido    | UK Singles Chart          | 20       |
| «Coney Island»                  | Reino Unido    | UK Singles Chart          | 76       |

## Certificaciones
| Fecha                  | País           | Organismo certificador | Certificación | Ventas certificadas |
| ---------------------- | -------------- | ---------------------- | ------------- | ------------------- |
| 9 de noviembre de 1989 | Reino Unido    | BPI                    | Oro           | 100 000             |
| 27 de marzo de 1998    | Estados Unidos | RIAA                   | Oro           | 500 000             |